# Hipnotik Festival
Hipnotik Festival fou un festival de hip-hop que se celebrà entre 2004 i el 2016 al Centre de Cultura Contemporània de Barcelona. Durant els dies que se celebrava aquest festival es feien competicions i exhibicions de totes les disciplines de la cultura urbana i relacionada amb el hip-hop (MC, discjòquei, break, graffiti, conferències i tallers professionals, i concerts dels artistes de hip-hop. El juliol del 2016 l'organització de l'esdeveniment va anunciar que no se celebraria l'edició anual a causa de la pujada de l'iva i el descens de les aportacions econòmiques institucionals.